# 27620 Kristenwalsh
27620 Kristenwalsh este o planetă minoră (asteroid), cu un diametru de 4,809 km, din centura de asteroizi. A fost descoperită pe 18 mai 2001 la Stația Anderson Mesa de Lowell Observatory Near-Earth-Object Search. 
Obiectul prezintă o orbită caracterizată de o semiaxă mare de 3,1314661 UAi, o excentricitate de 0,19, o înclinație de 18,25648 ° în raport cu ecliptica.